# Amt West-Rügen
La comunità amministrativa di West-Rügen (Amt West-Rügen) si trova nel circondario di Rügen nel Meclemburgo-Pomerania Anteriore, in Germania.

## Suddivisione
Comprende i seguenti comuni (abitanti il 31 dicembre 2022):
1. Altefähr (1 290)
2. Dreschvitz (760)
3. Gingst (1 250)
4. Hiddensee (1 010)
5. Kluis (408)
6. Neuenkirchen (279)
7. Rambin (949)
8. Samtens * (1 985)
9. Schaprode (432)
10. Trent (656)
11. Ummanz (572)

Il capoluogo è Samtens.